# Praratoud
Praratoud (toponimo francese, già La Grange de Praratoud) è una frazione del comune svizzero di Surpierre, nel Canton Friburgo (distretto della Broye).

## Storia

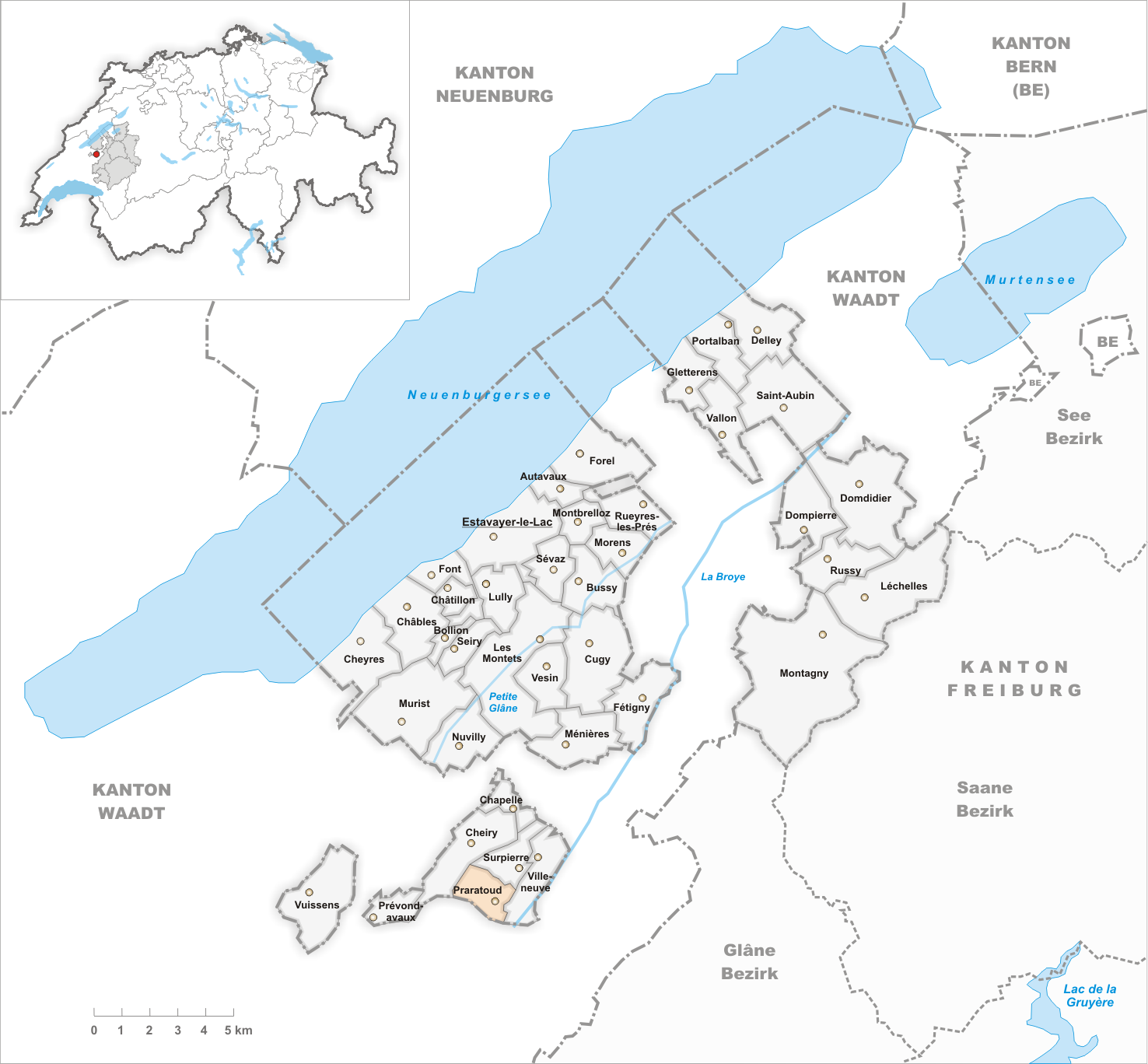
Il territorio del comune di Praratoud prima degli accorpamenti comunali del 2005

Già comune autonomo istituito nel 1815 per scorporo da quello di Surpierre, nel 2005 è stato nuovamente accorpato a Surpierre.

## Società

### Evoluzione demografica
L'evoluzione demografica è riportata nella seguente tabella:
Abitanti censiti

## Amministrazione
Ogni famiglia originaria del luogo fa parte del comune patriziale che ha la responsabilità della manutenzione di ogni bene comune.